# Rio Mira
O Mira é um rio português que nasce no concelho de Almodôvar, Serra do Caldeirão, a uma altitude de 470 m, e percorre cerca de 130 km até desaguar no oceano Atlântico junto a Vila Nova de Milfontes. É dos poucos rios portugueses que corre de Sul para Norte, tal como o rio Sado.

## Descrição
O seu curso tem um comprimento total de 130 km e vai desaguar junto a Vila Nova de Milfontes, 30 km a sul de Sines. Na maioria do seu curso, o desnível é baixo, podendo por isso o rio ser considerado envelhecido (Andrade, 1986). A bacia hidrográfica do rio Mira, localizada no sudoeste de Portugal, tem uma área total de 1540 km². A norte é limitada pela bacia hidrográfica do rio Sado, a sul pelas bacias hidrográficas das ribeiras provenientes da Serra de Monchique, a leste pela bacia hidrográfica do rio Guadiana e a oeste pela orla costeira.
Entre os principais afluentes do Mira destacam-se a ribeira de Torgal, os rios Luzianes e Perna Seca na margem direita, Macheira, Guilherme e Telhares na margem esquerda. Na orla costeira, as linhas de água correm perpendicularmente à costa e drenam directamente para o mar.
Os aproveitamentos de maior importância são, no próprio rio Mira, a albufeira de Santa Clara, com uma capacidade total de 485.000 x 1000 m³ e útil de 240.300 x 1000 m³. e a albufeira de Corte Brique, na ribeira com o mesmo nome, com uma área de bacia hidrográfica de 14,42 Km², e uma capacidade total de 1636 x 1000 m³ e uma capacidade útil de 1464 x 1000 m³.
O estuário do Mira tem cerca de 32 quilómetros de comprimento e uma largura máxima de 150 metros.[carece de fontes?] Junto de Vila Nova de Mil Fontes os seus fundos apresentam bancos de areia que ficam a descoberto na baixa mar e formam um sistema de canais.[carece de fontes?]
O vale do rio Mira, desde a vila de Odemira até à foz, está inserido no Parque Natural do Sudoeste Alentejano e Costa Vicentina.
Ao longo do rio funcionaram muitos moinhos de maré, devido à sua morfologia, com muitos esteiros e reentrâncias, além da profunda entrada das marés ao longo do seu percurso, superior a 25 Km. Estes engenhos desempenharam uma função de grande importância no abastecimento alimentar das populações das vilas de Odemira e Vila Nova de Milfontes, através da sua produção de farinhas. O rio era navegável até à vila de Odemira, onde existia um porto comercial, tendo por exemplo exportado três mil moios de trigo em 1821.